# Friedrich Boser
Karl Friedrich Adolf Boser, född 13 november 1811 i Halbau, Provinsen Schlesien, död 28 januari 1881 i Düsseldorf, var en tysk konstnär. Han studerade i Dresden, Berlin och Düsseldorf. Han målade huvudsakligen genremotiv och porträtt och hans stil förknippas med Düsseldorfskolan.

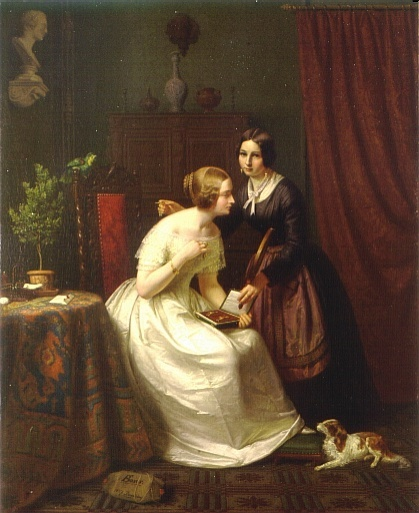
Die beschenkte Braut  (1847).
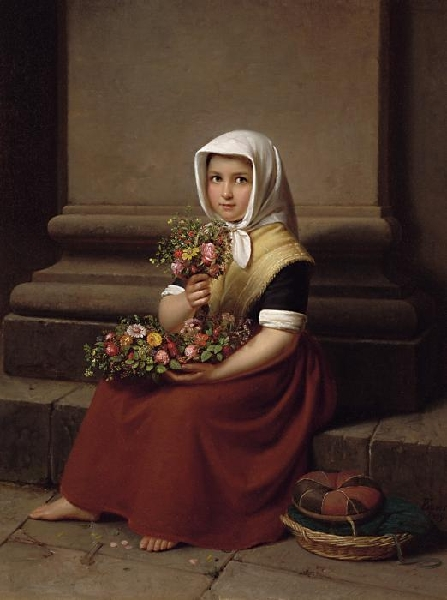
Blumenmädchen.